# 이나세촌
이나세촌(稲瀬村)은 1955년까지 이와테현 에사시군에 존속했던 촌이다. 현재의 오슈시 에사시이나세 및 기타카미시 이나세초에 해당한다.

## 연혁
- 1889년 4월 1일 - 정촌제 시행과 함께 에사시군 이나세촌이 성립하였다.
- 1955년 
  - 2월 10일 - 이와야도정, 이데촌, 오다키촌, 다와라촌, 다마사토촌, 히로세촌, 후지사토촌, 야나가와촌, 요네사토촌과 합병해 에사시정이 되었다.
  - 7월 10일 - 구 촌역의 일부가 에자시 정에서 기타카미 시로 경계가 변경되었다.

## 참고서적
- 이와테현 정촌합병지, (이와테현 총무부 지방과, 1957)